# Paris Dakar 1990
Paris Dakar 1990 est un jeu vidéo de course développé par Coktel Vision et édité par Tomahawk, sorti en 1990 sur DOS, Amiga et Atari ST. Le jeu est sous licence du Rallye Dakar.

## Accueil
- Aktueller Software Markt : 4,25/12 (Atari ST)[1]
- Amiga Joker : 63 % (Amiga)[2]
- ST Format : 32 % (Atari ST)[3]